# Henrik Meister
Henrik Meister, né le 13 novembre 2003 à Copenhague (Danemark) est un footballeur danois qui évolue au poste d'avant-centre au Pise SC.

## En club

### Débuts professionnels
Né à Copenhague, au Danemark, Henrik Meister est notamment formé par le BK Skjold. Il rejoint ensuite le B 1903 où il poursuit sa formation. Il est alors repéré par le FA 2000, où il est finalement transféré en août 2021.
Le 2 février 2022, il signe un contrat de six mois au Fremad Amager, club évoluant alors en deuxième division danoise.
Le 27 mai 2022, il signe son premier contrat professionnel avec Fremad Amager. Il s'agit d'un contrat d'un an valable jusqu'en 2023.

### Sarpsborg 08 FF
Le 14 juillet 2023, Meister signe un contrat de trois ans et demi avec le club de Sarpsborg 08 FF, en Norvège,.
Il fait ses débuts pour le club le 6 août 2024, en entrant en jeu à la 77e minute face au Sandefjord Fotball, lors d'une rencontre d'Eliteserien, la première division norvégienne. Son équipe est battue par cinq buts à un ce jour-là.
Le 12 juillet 2024, Meister se fait remarquer en réalisant un quadruplé en championnat face au Rosenborg BK, en championnat. Il permet ainsi à son équipe de s'imposer par quatre buts à un.

### Stade rennais FC
Le 15 août 2024, Henrik Meister s'engage en faveur du Stade rennais FC et devient ainsi la plus grosse vente du Sarpsborg 08 FF. Il paraphe un contrat de quatre ans, soit jusqu'en juin 2028,. Le montant du transfert est estimé à 9 millions d'euros.
Le 18 août 2024, il dispute son premier match avec les Rouge et Noir lors de la rencontre d'ouverture du championnat contre l'Olympique lyonnais. Il rentre en jeu à la 87e minute en remplaçant son compatriote Albert Grønbæk, également nouvelle recrue du club breton. Peu de temps après son entrée, il inscrit le troisième et dernier but du Stade rennais FC sur une passe décisive d'Amine Gouiri (3-0, score final).

### Pise SC
Le 13 janvier 2025, Henrik Meister est prêté pour une durée d'un an avec option d'achat au Pise SC, soit jusqu'en décembre 2025,.
Le 10 août 2025, tout juste promu en Serie A avec les Nerazzurri et après avoir disputé 15 matchs tout en inscrivant deux buts, Henrik Meister est définitivement transféré en y paraphant un contrat de trois ans, soit jusqu'en juin 2028, avec une années en option,. Le montant du transfert est estimé à 5 millions d'euros,.

## Statistiques
| Saison                | Club                  | Championnat           | Championnat | Championnat | Championnat | Coupe(s) nationale(s) | Coupe(s) nationale(s) | Coupe(s) nationale(s) | Total | Total | Total |
| Saison                | Club                  | Division              | M.          | B.          | P.d.        | M.                    | B.                    | P.d.                  | M.    | B.    | P.d.  |
| 2021-2022             | FA 2000               | 2.Division            | 14          | 1           | 0           | 2                     | 1                     | 0                     | 16    | 2     | 0     |
| 2021-2022             | Fremad Amager         | 1.Division            | 15          | 2           | 0           | -                     | -                     | -                     | 15    | 2     | 0     |
| 2022-2023             | Fremad Amager         | 1.Division            | 16          | 5           | 1           | 2                     | 0                     | 0                     | 18    | 5     | 1     |
| Sous-total            | Sous-total            | Sous-total            | 31          | 7           | 1           | 2                     | 0                     | 0                     | 33    | 7     | 1     |
| 2023                  | Sarpsborg 08 FF       | Eliteserien           | 3           | 1           | 1           | -                     | -                     | -                     | 3     | 1     | 1     |
| 2024                  | Sarpsborg 08 FF       | Eliteserien           | 18          | 8           | 3           | 4                     | 1                     | 1                     | 22    | 9     | 4     |
| Sous-total            | Sous-total            | Sous-total            | 21          | 9           | 4           | 4                     | 1                     | 1                     | 25    | 10    | 5     |
| 2024-2025             | Stade rennais FC      | Ligue 1               | 4           | 1           | 0           | 0                     | 0                     | 0                     | 4     | 1     | 0     |
| 2024-2025             | Pise SC (prêt)        | Serie B               | 15          | 2           | 0           | -                     | -                     | -                     | 15    | 2     | 0     |
| 2025-2026             | Pise SC               | Serie A               | 0           | 0           | 0           | 0                     | 0                     | 0                     | 0     | 0     | 0     |
| Sous-total            | Sous-total            | Sous-total            | 15          | 2           | 0           | 0                     | 0                     | 0                     | 15    | 2     | 0     |
| Total sur la carrière | Total sur la carrière | Total sur la carrière | 85          | 20          | 5           | 8                     | 2                     | 1                     | 93    | 22    | 6     |